# Japinha (cantora)
Lorraine Camelo Silva (Ilha do Governador, 18 de dezembro de 2000), mais conhecida como Japinha, é uma cantora brasileira de forró eletrônico e sertanejo universitário, que ficou nacionalmente conhecida após a repercussão do single Romance Desapegado, lançado em agosto de 2020.

## História
Nascida no Rio de Janeiro, Lorraine cresceu na comunidade do Morro do Barbante, na Ilha do Governador. Sua mãe, Dona Rosa, migrou do Ceará e a sustentava com os rendimentos de um bar na favela, onde sempre tocava forró. O pequeno comércio rendeu os primeiras contatos da cantora com o gênero e bancou o sonho de sua mãe em vê-la atriz.
Lorraine começou a fazer trabalhos como modelo aos 10 anos de idade. Cinco anos depois, finalmente conseguiu convencer a mãe de que aquilo não era o que ela queria: 
"No fundo, eu já sabia que era a música que queria seguir. Foi complicado convencer minha mãe que eu queria ser cantora com 15 anos”.
Foi então se aventurar na Feira de São Cristóvão, o reduto nordestino no Rio de Janeiro. Cantou em diversas pequenas bandas fixas do local por cachês minúsculos, em torno de 50 reais por noite. Quase entrou em depressão quando foi demitida de uma delas. Ao saber que o Conde, banda que sempre ouvia nas caixas de som do bar da mãe, iria se apresentar por lá, pediu para dar uma canja. Acabou conquistando a simpatia de Gene Silvestre, dono da banda, que resolveu contratá-la.
"Quando fiquei sabendo que na Feira de São Cristóvão ia ter apresentação do Conde do Forró, banda que sempre escutei, não pensei duas vezes e pedi para fazer uma canja no show. O empresário do Conde, Gene, gostou da minha apresentação e conquistei a simpatia dele. Foi a partir daí que veio o convite para cantar na banda."

## O sucesso de "Romance Desapegado"
A cantora elevou o nome da banda Conde do Forró ao cenário nacional da música. A banda, com base no Nordeste, estourou nacionalmente com a canção "Romance Desapegado" durante a pandemia do Coronavírus. Lançado em agosto de 2020, o videoclipe da composição já ultrapassou a marca de 100 milhões visualizações no YouTube.
Japinha entrou no Conde do Forró em maio de 2020, em plena ascensão da Covid-19 no país. Mesmo sem realizar eventos pela banda na época, a cantora atingiu números elevados nos aplicativos de streaming. No YouTube, o clipe alcançou a segunda posição no Top 100 da plataforma no Brasil e 67° no top 100 dos mais acessados do mundo.
"Foi tudo muito rápido, a música viralizou, gravamos e divulgamos o clipe e todo mundo curtiu. Estamos entre os mais executados do mundo, é uma alegria enorme"
O refrão cantado pela vocalista Japinha virou citação sensação nas redes socais. A música foi regravada por Márcia Fellipe e Ellen Nery. Além disso, há versões na voz de Wesley Safadão circulando pelo Youtube.
Em 2024, a cantora deixa a banda Conde do Forró para seguir carreira solo.

## Controvérsias
- Em 26 de julho de 2024, a artista se dirigiu à delegacia do município de Eusébio, registrou um boletim de ocorrência e solicitou uma medida protetiva de urgência contra seu ex-namorado e empresário, Geneilson Silvestre, por violência doméstica, patrimonial e ameaça.[8][9] Durante o dia, a artista postou em sua rede social que iria se afastar dos palcos para cuidar da saúde. Ela cancelou sua apresentação no encerramento do São João do Anauá, em Roraima.[10]